# (5446) Heyler
(5446) Heyler es un asteroide perteneciente al cinturón exterior de asteroides descubierto el 5 de agosto de 1991 por Henry E. Holt desde el Observatorio del Monte Palomar, Estados Unidos.

## Designación y nombre
Designado provisionalmente como 1991 PB13. Fue nombrado Heyler en honor a Gene A. Heyler, experto en control de actitud de naves espaciales en el Laboratorio de Física Aplicada de la Universidad Johns Hopkins. Heyler ha sido responsable del desarrollo de técnicas innovadoras para rastrear planetas menores durante los sobrevuelos rápidos. Estas técnicas jugaron un papel importante en el éxito del sobrevuelo NEAR de (253) Mathilde en junio de 1997.

## Características orbitales
Heyler está situado a una distancia media del Sol de 3,219 ua, pudiendo alejarse hasta 3,641 ua y acercarse hasta 2,798 ua. Su excentricidad es 0,131 y la inclinación orbital 2,373 grados. Emplea 2110,45 días en completar una órbita alrededor del Sol.

## Características físicas
La magnitud absoluta de Heyler es 12,3. Tiene 18,883 km de diámetro y su albedo se estima en 0,068. 